# Meclonazepam
Il meclonazepam, conosciuto anche con il nome di (S)-3-metilclonazepam, è uno psicofarmaco appartenente alla categoria delle benzodiazepine, sviluppato dalla Hoffmann-La Roche negli anni '70.
Il farmaco è un analogo strutturale del clonazepam e possiede azioni sedative e ansiolitiche come quelle di altre benzodiazepine; inoltre ha anche effetti antiparassitari contro l'elminta parassita Schistosoma mansoni.